# グレイ諸島

グレイ諸島

カナダのグレイ諸島 (Grey Islands) は、ベル島とグロエース島の2島から構成され、ニューファンドランド島、グレート・ノーザン半島の東の大西洋上に位置する。
最大の島は、南のベル島であり、面積は88 km²。この諸島は険しく、標高は152 m (500 ft)を越える。グレイ諸島湾の村は、ベル島の南端にある。